# Tre sange om Lenin
Tre sange om Lenin (russisk: Три песни о Ленине) er en sovjetisk film fra 1934 af Dziga Vertov.